# Eragrostis laniflora
Eragrostis laniflora är en gräsart som beskrevs av George Bentham. Eragrostis laniflora ingår i släktet kärleksgrässläktet, och familjen gräs. Inga underarter finns listade i Catalogue of Life.